# 지인 (프로게이머)
지인(본명: 권지인, 2001년 12월 15일~)은 대한민국의 리그 오브 레전드 프로게이머이다. 아이디는 Jiin, 포지션은 미드라이너이다.

## 선수 생활
2019년 5월 스피어 게이밍에 입단하면서 프로 커리어를 시작했다.
2020 시즌 스토브리그 기간 중 브리온 블레이드에 입단했다.

## 소속팀
| # | 팀명            | 소속 기간                  | 소속 리그 | 비고 |
| - | --------------- | -------------------------- | --------- | ---- |
| 1 | 스피어 게이밍   | 2019. 5. 8.~2019. 12. 9.   | CK        |      |
| 2 | 브리온 블레이드 | 2019. 12. 19.~2020. 6. 10. | CK        |      |

## 수상 내역
- 리그 오브 레전드 챌린저스 코리아 스프링 2020 5위